# سلطة الشيف
هي سلطة أمريكية تتكون من بيض مسلوق؛ نوع واحد أو أكثر من اللحوم، مثل لحم الخنزير أو الديك الرومي أو الدجاج أو اللحم البقري المشوي؛ طماطم؛ خيار؛ والجبن؛ توضع جميعها على فراش من الخس أو قشر الأوراق. عدة وصفات مبكرة تشمل أيضا الأنشوجة. يمكن استخدام مجموعة متنوعة من الضمادات مع هذه السلطة.
لا يتفق مؤرخو الطعام على تاريخ وتكوين سلطة الطهاة، أقل بكثير ممن قاموا بتجميع أول سلطة. يتتبع البعض جذور هذه السلطة إلى Salmagundi، وهو طبق شعبي للحوم والسلطة نشأ في إنجلترا في القرن السابع عشر وشعبية في أمريكا الاستعمارية. يرى آخرون أن سلطة الطهاة هي نتاج أوائل القرن العشرين، نشأت في نيويورك أو كاليفورنيا. الشخص الأكثر ارتباطًا بتاريخ هذه السلطة هو لويس ديات، رئيس الطهاة في فندق ريتز كارلتون في مدينة نيويورك خلال الأربعينات. بينما يعترف مؤرخو الطعام بوصفته، لا يبدو أنهم مقتنعون بأنه أنشأ الطبق، والذي ينسب أكثر إلى الطاهي فيكتور سيدوكس في فندق بوفالو، أو فندق ستاتلر في بوفالو، نيويورك أو للطاهي جاك روزر في فندق بنسلفانيا في مدينة نيويورك. عمل روزر في عدة مناصب الطهي في باريس قبل دعوته ليصبح رئيس الطهاة في فندق بنسلفانيا العشرينيات المرموق، حيث كان يعمل لأكثر من خمسة عشر عامًا. [بحاجة لمصدر] تعلم سيدو حرفة لأول مرة في مونترو، سويسرا، وتابع دراسته في فرنسا. وإنجلترا قبل المجيء إلى العمل في الولايات المتحدة. [بحاجة لمصدر]
شملت تجارب سيدو الأولى في الولايات المتحدة مناصب في فندق والدورف أستوريا وريتز كارلتون. على الرغم من أن أصل السلطة غير معروف بشكل عام، كما ذكرت أليس روز سيدو، أرملة فيكتور، تم إطلاق السلطة رسميًا في فندق بوفالو. [بحاجة لمصدر] عندما بدأ العملاء في طلب سلطة خارج القائمة مصنوعة من قطع من اللحوم والجبن والبيض المسلوق، قرر الفندق إضافته إلى القائمة. إعطاء الطاهي سيدو شرف تسمية السلطة التي يُزعم أنه قال "حسنًا، إنها حقًا سلطة طهاة.
ربما تدين سلطة الطهاة بالكثير من شعبيتها، وفقًا لإيفان جونز في مجلة American Food: The Gastronomic Story (1975)، ولويس ديات، رئيس الطهاة في فندق ريتز كارلتون. يشتمل كتاب Cooking a la Ritz على وصفة دايت: «سلطة الشيف. ضعيها بشكل منفصل في وعاء سلطة مع كميات متساوية من الخس المفروم (ضعه على سطح الصحن)، مع الدجاج المسلوق، ولسان الثور المدخن ولحم الخنزير المدخن، وكلها مقطعة على شكل شرائح. 2/1 بيضة صلبة مطبوخة لكل جزء، ضع بعض الجرجير في الوسط وتقدم مع صلصة فرنسية.» لم يخترع ديات السلطة (الوصفات القديمة موجودة)، ولكن إدراجها في القائمة في فندق ريتز كارلتون كان من شأنه أن يقدم السلطة إلى أكثر من الجمهور. من الممكن أن يتم تضمين ضم ثياب ألف جزيرة أيضًا في فندق ريتز، حيث قدم الفندق أيضًا الملابس إلى مدينة نيويورك. هذه الوصفة، بينما تحتوي على لسان الثور المدخن، لا تزال تحتوي على المكونات الرئيسية لسلطة الطهاة: اللحوم والبيض والخضار، بالإضافة إلى تقديمها: شرائح اللحم جوليان والبيض المقلي. تذكر عدة وصفات أخرى لسلطة الطهاة المبكرة تنهار جبن الروكفور على السلطة.
الطبعة الثانية لعام 1936 من The Joy of Cooking هي أول وصفة مطبوعة معروفة لـ «سلطة الشيف» وتستشهد بالعديد من المكونات الموجودة في وصفات Chef Salad اللاحقة (ولكن ليس اللحوم). في الصفحة 51 من كتابه الصادر عام 1926 بعنوان مؤلف كتاب The Edgewater Beach Hotel Salad Book Arnold Shircliffe ، يقدم وصفة لـ "Cook’s Salad" التي تستخدم العديد من مكونات صلاحيات الطهاة اللاحقة، بما في ذلك وعاء السلطة المفروم بالثوم. في ملاحظة تتبع وصفة عام 1926، يشارك شيركليف قصة عن أصل «سلطة كوك» التي أشار فيها أيضًا إلى «وعاء سلطة الطهاة»، على الرغم من عدم تقديم بيانات عن السيرة الذاتية:
«أثناء مروري للمطبخ في يوم من الأيام، وجدت الخليط المذكور أعلاه في وعاء ضخم في وسط طاولة الطهاة، وكوني ودودًا للسلطات وكذلك الطهاة، طلبت عينة وتم تقديمها بحرية. السلطة كانت لذيذة. في الواقع كان نوعا من التكوين الرئيسي ويستحق الاسم المناسب. نظرًا لأنه لا يوجد سوى أفضل شيء يدخل في المواد الغذائية التي يتم توفيرها لطاولة الطهاة، فقد ولدت السلطة وأطلق عليها اسم «سلطة كوك». لقد كنت أكثر أو أقل نجاحًا في طلب هذه السلطة المعينة؛ ولكن إذا كنت ترغب في الحصول على هذا الصلصاني بشكل صحيح، أطلبه من طاولة الطاهي وليس من مخزن السلطة. عادة ما يفرك وعاء سلطة الطاهي بالثوم».